# Charlotte Thomson Iserbyt
Pour les articles homonymes, voir Thomson et Iserbyt.
 (juin 2021).
Si vous disposez d'ouvrages ou d'articles de référence ou si vous connaissez des sites web de qualité traitant du thème abordé ici, merci de compléter l'article en donnant les références utiles à sa vérifiabilité et en les liant à la section « Notes et références ».
 (juin 2021).
La mise en forme du texte ne suit pas les recommandations de Wikipédia : il faut le « wikifier ».
Les points d'amélioration suivants sont les cas les plus fréquents. Le détail des points à revoir est peut-être précisé sur la page de discussion.
- Les titres sont pré-formatés par le logiciel. Ils ne sont ni en capitales, ni en gras.
- Le texte ne doit pas être écrit en capitales (les noms de famille non plus), ni en gras, ni en italique, ni en « petit »…
- Le gras n'est utilisé que pour surligner le titre de l'article dans l'introduction, une seule fois.
- L'italique est rarement utilisé : mots en langue étrangère, titres d'œuvres, noms de bateaux, etc.
- Les citations ne sont pas en italique mais en corps de texte normal. Elles sont entourées par des guillemets français : « et ».
- Les listes à puces sont à éviter, des paragraphes rédigés étant largement préférés. Les tableaux sont à réserver à la présentation de données structurées (résultats, etc.).
- Les appels de note de bas de page (petits chiffres en exposant, introduits par l'outil «  Source ») sont à placer entre la fin de phrase et le point final[comme ça].
- Les liens internes (vers d'autres articles de Wikipédia) sont à choisir avec parcimonie. Créez des liens vers des articles approfondissant le sujet. Les termes génériques sans rapport avec le sujet sont à éviter, ainsi que les répétitions de liens vers un même terme.
- Les liens externes sont à placer uniquement dans une section « Liens externes », à la fin de l'article. Ces liens sont à choisir avec parcimonie suivant les règles définies. Si un lien sert de source à l'article, son insertion dans le texte est à faire par les notes de bas de page.
- La présentation des références doit suivre les conventions bibliographiques. Il est recommandé d'utiliser les modèles {{Ouvrage}}, {{Chapitre}}, {{Article}}, {{Lien web}} et/ou {{Bibliographie}}. Le mode d'édition visuel peut mettre en forme automatiquement les références.
- Insérer une infobox (cadre d'informations à droite) n'est pas obligatoire pour parachever la mise en page.

Pour une aide détaillée, merci de consulter Aide:Wikification.
Si vous pensez que ces points ont été résolus, vous pouvez retirer ce bandeau et améliorer la mise en forme d'un autre article.
Charlotte Thomson Iserbyt, née le 26 octobre 1930 et morte le 8 février 2022, est une essayiste indépendante américaine et ancienne conseillère politique principale au département de l'Éducation des États-Unis qui est devenue lanceuse d'alerte. Elle est également conférencière.

## Biographie
Charlotte Thomson Iserbyt est née à Brooklyn, New York, en 1930 et a fréquenté l'école préparatoire Dana Hall et le Katharine Gibbs College à New York, où elle a étudié le commerce. Le père et le grand-père d'Iserbyt étaient diplômés de l'université Yale et membres de la société secrète Skull and Bones. Elle aida Anthony Sutton à rédiger son livre sur ce thème.

### Carrière
Iserbyt a été conseillère politique principale au Bureau de la recherche et de l'amélioration de l'éducation (OERI), ministère de l'Éducation des États-Unis, pendant le premier mandat du président américain Ronald Reagan de 1980-1982.
Iserbyt a eu connaissance d'une subvention; financée par le gouvernement fédéral; intitulée Better Education Skills through Technology (Project BEST), dont une partie avait pour titre : "Ce que nous (U.S. Dept. of Education) pouvons contrôler et manipuler au niveau local". Après avoir divulgué ce document à Human Events en tant que lanceuse d'alerte, elle a été démise de ses fonctions au ministère de l'Éducation.
Elle a ensuite été employée du département d'État américain (Afrique du Sud, Belgique, Corée du Sud),,.

### Publications
Elle est connue pour avoir écrit le livre The Deliberate Dumbing Down of America. Le livre affirme que les changements introduits progressivement dans le système d'éducation publique américain visent à réduire l'influence des parents et à faire des enfants les membres du prolétariat dans un monde socialiste-collectiviste futur . Iserbyt considère que ces changements ont été principalement planifiés par la Andrew Carnegie Foundation for the Advancement of Education et le Rockefeller General Education Board, et elle détaille les méthodes psychologiques utilisées pour les mettre en œuvre.
Elle a également écrit Back to Basics Reform, qui documente ses expériences de travail au U.S. Dept. of Education, où elle était au courant des plans passés et futurs de restructuration de l'éducation américaine.
Elle est proche de Rosa Koire et de John Taylor Gatto.

### Vie personnelle
En 1964, Iserbyt a épousé Jan Iserbyt (2 mai 1929 - 5 mai 2008). Ils ont eu deux fils.
Iserbyt a également été membre élue du conseil scolaire de Camden, Maine 1976-1979, et a co-fondé la Maine Conservative Union, une filiale de l'Union conservatrice nationale américaine, et Guardians of Education for Maine, autre organisation conservatrice.

## Publications
Essais
- Back to Basics Reform, ou OBE : Skinnerian International Curriculum (1985)
- Soviets in the classroom, 1989.
- The Deliberate Dumbing Down of America: A Chronological Paper Trail (1999)  (ISBN 978-0-9667071-0-6) Deliberate Dumbing Down of America Book

DVD
- Exposing the gobal road to ruin through education, avec Rosa Koire[9].